# 劉衍祚
劉衍祚（1520年—？），字淑嗣，號後峯，晚年自號坦然居士，河南河南府洛陽縣人，軍籍，明朝政治人物。

## 生平
治诗经、行一，嘉靖二十五年（1546年）河南鄉試第六十名舉人。年三十一，嘉靖二十九年（1550年）中式庚戌科會試第三十一名，登第二甲第五十四名進士。
曾任平阳府同知，嘉靖三十五年（1556年），当时南北用兵，其冬地大震，城市化为废墟，有人聚衆为乱，而郡守及各属县令俱奉命入觐。衍祚代理政务，开诚布公，明法饬令，缓刑薄税，筑城修廨，慎守封疆。复开樊家河为永利渠，筑石堰障水，溉田数十顷，郡人建祠祭祀他。后升任陕西、山東按察司副使、浙江布政司左参政。

## 文士聚会
澹逸会：举于万历中，与会者十一人：侍郎王柱峰正国、参政刘后峰衍祚、尚书沈对泉应时、副使刘西塘贽、都给事中谢岷阳江、侍郎董李村尧封、都御史吴两室三乐、佥事戴龙洲冕、知府方古田时学、吕文田孔良。
万历三十一年（1603年）時年九十四岁的坦然居士刘衍祚舉办崇雅会，與会者十二人：参政刘衍祚、通判周自任（號心伊）、知县王職（號同野）、推官董继祖（號龍陽）、主事李贽（號敬庵）、知州刘泽演（號嵩門）、知县张其化（號洪川）、知县陈东皋（字時鳴）、主事孫瀾（字子源）、通判李希闵（字德仲）、知州张献图（號龍河）、郎中王金星（字瑞白）。
惇谊会：朱嵩野用举辦于隆庆二年（1568年），原名敦谊会，改從心不從，文有深意存焉。与会侍郎王柱峰正国年六十九、副使刘西塘贽六十八、参政刘后峰衍祚七十一、知府杨沚泉士廉、侍郎董李村尧封六十四、知县王同野职六十三、主事史善言、山人胡竺西怀玉四十七。

## 家族
曾祖劉紀；祖父劉鼎，壽官；父劉潤，知縣。母王氏；繼母周氏。重庆下，弟劉衍疇，舉人、峄县知县。